# Ridderorden in Zanzibar
Het Sultanaat Zanzibar heeft in de 19e eeuw, toen de vorst steeds meer bemoeienis met de Europese machten kreeg, onderscheidingen ingesteld.
- De Orde van het Verheven Portret (1875)
- De Orde van de Stralende Ster (1875)
- De Orde van de Lovenswaardigen, ook wel "Orde van de Verdienstelijken" (1897 - 1911), huisorde
- De Orde van de Verhevenen (1905-1911)
- De Orde van de Onafhankelijkheid (9 november 1963)

Na de Revolutie van Zanzibar op 12 januari 1964 werd het Sultanaat en de daaraan verbonden ridderorden afgeschaft.